# Reigandō

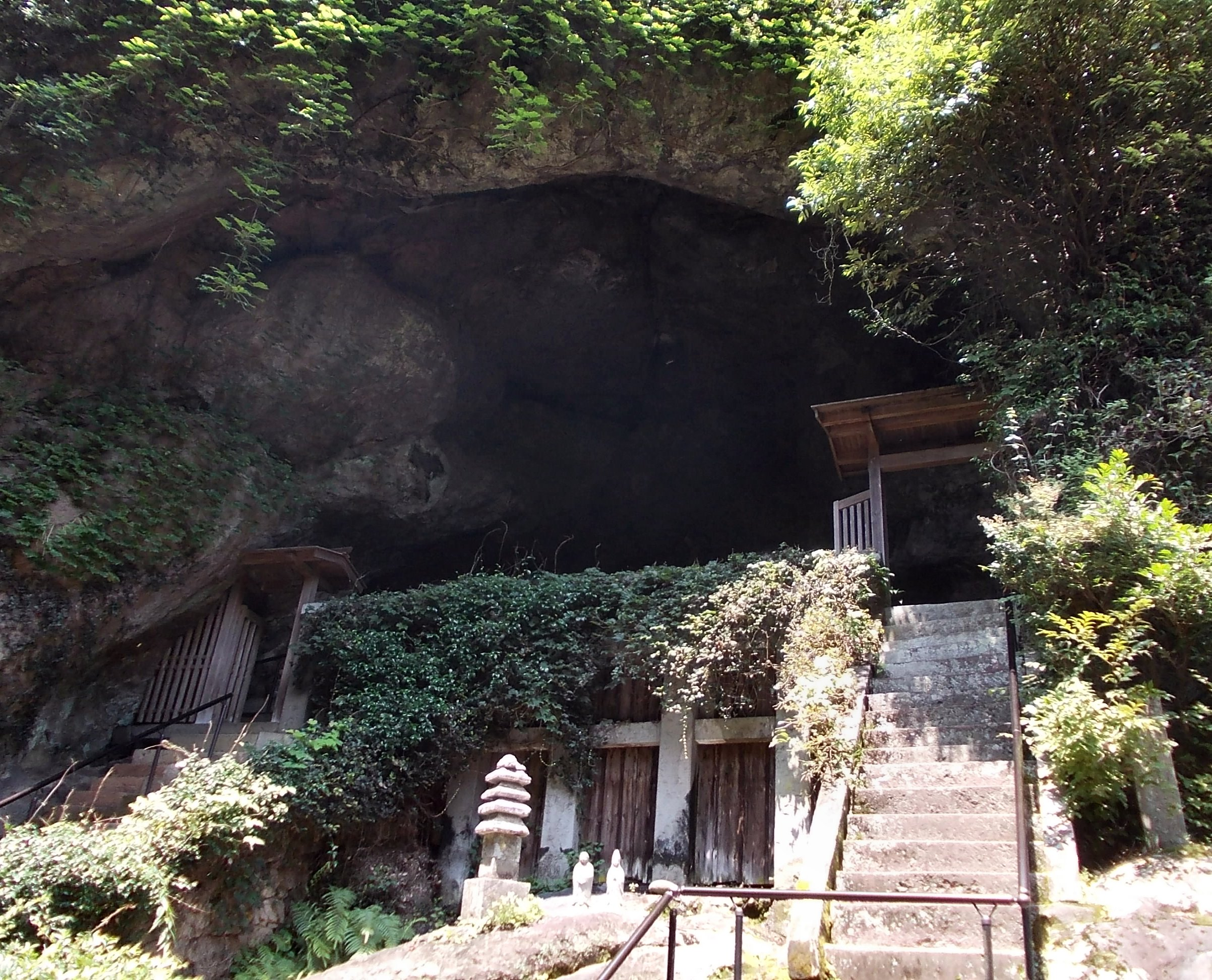
Entrée de la grotte Reigandō.

Reigandō (霊巌洞, qui signifie « esprit de la grotte ») est une grotte située à l'ouest de Kumamoto au Japon, dans le domaine du temple bouddhiste Unganzen-ji (雲巌禅寺) et qui fut la dernière résidence de Miyamoto Musashi, le légendaire rōnin. À partir d'octobre 1643 jusqu'à novembre 1644, Musashi médita dans la grotte et écrit son Livre des cinq anneaux, qu'il transmit le 2 mai 1645 à son élève Terao Magonojō. Miyamoto Musashi mourut le 19 mai 1645.